# Schützenausmarsch Hannover

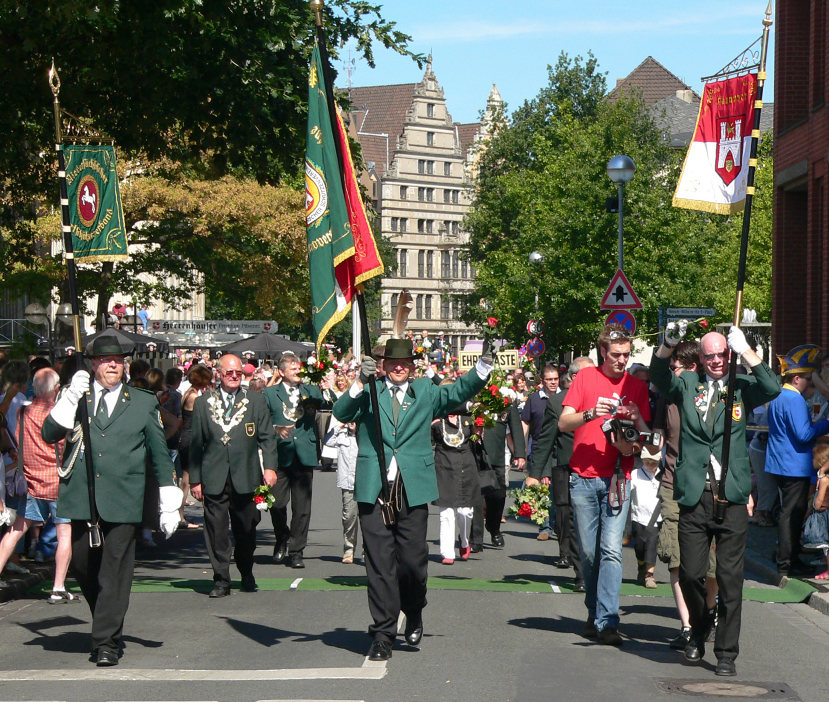
Schützenausmarsch Hannover, 2009

Der Schützenausmarsch Hannover ist der alljährliche Umzug der Schützenvereine in der Stadt Hannover und der Höhepunkt des hannoverschen Schützenfestes. Der Schützenausmarsch findet traditionell am ersten Sonntag des Schützenfestes, meist am ersten Sonntag im Juli, statt. Am rund 10 Kilometer langen Zug nehmen über 10.000 Menschen teil, davon rund 5000 Schützen aus verschiedenen Vereinen sowie Musikkapellen, Spielmannszüge und weitere Gruppen. Er startet am Neuen Rathaus und bewegt sich über 3,5 Kilometer durch die Innenstadt zum Endpunkt auf dem Schützenplatz. Nach Angaben der Veranstalter besuchten 2023 rund 160.000 Zuschauer den Zug. Er ist der längste Schützenausmarsch der Welt.

## Geschichte
Herzog Erich I. von Calenberg-Göttingen begründete das Schützenfest Hannover, als er 1529 den Bürgern erlaubte, jährlich ein Schützenfest abzuhalten. Ein Schützenausmarsch fand jedoch nicht von Anfang an statt, sondern entwickelte sich erst nach dem Erlass einer neuen Schützenordnung im Jahr 1837. Sie gestattete den Schützen das Auftreten – in Sektionen gleichmäßig gekleidet.
Bis 1874 bestand für hannoversche Bürger bis drei Jahre nach dem Erwerb des Bürgerrechts eine Pflicht zur Teilnahme am Schützenausmarsch. Nach dem Zweiten Weltkrieg herrschte ein alliiertes Verbot des sportlichen Schießens, so dass das Schützenfest durch ein Volks- und Heimatfest ersetzt wurde. Der erste, noch halboffizielle Schützenausmarsch nach dem Krieg fand 1950 statt. Der Wochentag und die Uhrzeit des Ausmarsches differierten seither mehrmals. Bis 1958 fand er am Montagmorgen statt und wurde wegen der geringer gewordenen Beteiligung auf Samstagnachmittag verlegt. Zwischen 1971 und 1973 erfolgte der Ausmarsch wiederum am Montag und seit 1974 findet er am Sonntagvormittag statt. In den  2020 und 2021 wurde der Schützenausmarsch nicht durchgeführt, da das Schützenfest aufgrund der Covid-19-Pandemie ausfiel. 2022 fand er trotz hoher Infektionszahlen wieder statt.

## Ablauf
Der Schützenausmarsch Hannover findet jedes Jahr am Vormittag des ersten Schützenfest-Sonntags statt. Dies ist in der Regel der Zeitraum vom 30. Juni bis zum 6. Juli. Er wird vom Verein Hannoversches Schützenfest e. V. ausgetragen, dem die Stadt und der Verband Hannoverscher Schützenvereine angehören. Die Planung, Organisation und Durchführung des Schützenfestes ging im Jahr 2017 auf das „Eventmanagement“ der Stadt Hannover über, die Planung und Zusammenstellung des Festzuges obliegt aber einem Festzugleiter vom Verein Hannoversches Schützenfest e. V.
Der Schützenausmarsch startet vom Trammplatz vor dem Neuen Rathaus nach dem gemeinsam gespieltem Auftaktmarsch. Um 10 Uhr setzen sich die Schützen- und Musikgruppen auf das traditionelle Kommando „Im Doubliertritt, Marsch“ in Bewegung. Das Wort „Doubliertritt“ wurde aus der hannoverschen Militärgeschichte übernommen. Im Streckenverlauf reihen sich weitere Teilnehmergruppen und Wagen ein. Auf der 3,5 Kilometer langen Wegstrecke bewegt sich der Zug einmal durch die Innenstadt bis zum rund 10 Hektar großen Schützenplatz, auf dem die Festzelte und Jahrmarktgeschäfte des Schützenfestes aufgebaut sind. Weil der Zug wesentlich länger ist als die Wegstrecke, haben viele Teilnehmer bereits das Ziel erreicht, während andere noch nicht aufgebrochen sind.
Die Zuschauer umsäumen den Umzug am Streckenrand, an dem am Ballhof und in der Bruchmeisterallee kostenpflichtige Zuschauertribünen aufgebaut sind. Der NDR überträgt den Schützenausmarsch seit einiger Zeit live im Fernsehen. Bis in die 1990er Jahre brachten die Nachrichtensendungen heute (ZDF) und Tagesschau (ARD) stets noch kurze Berichte über den Ausmarsch.

## Teilnehmende Gruppen

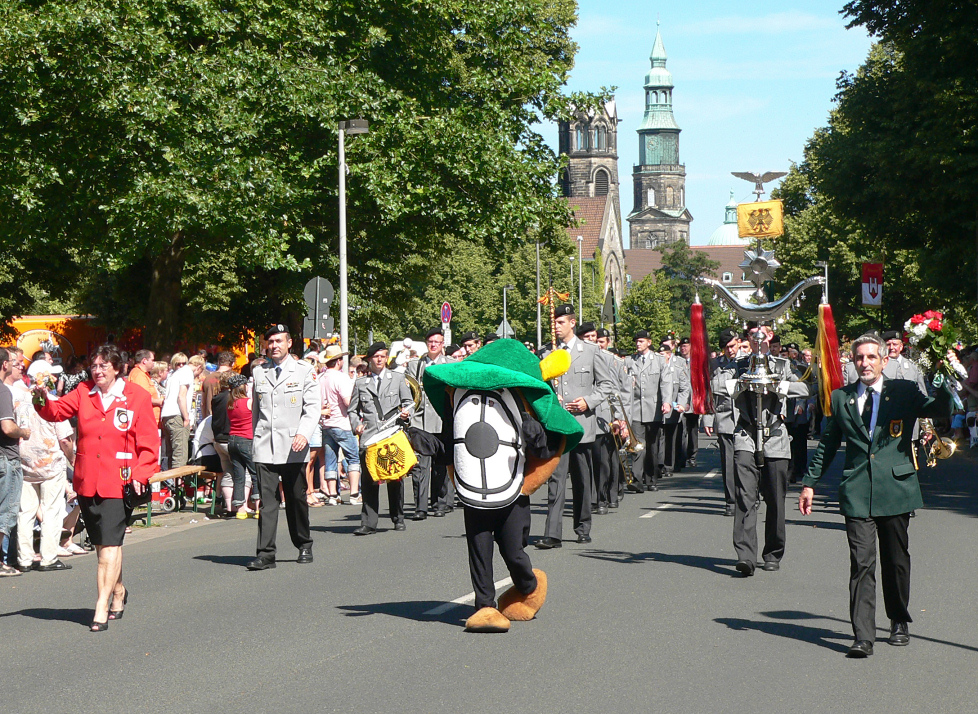
Das Maskottchen Ballerkalle im Schützenausmarsch, 2009

Den überwiegenden Teil des Schützenausmarsches bilden die Schützen, die vereinsweise in Blöcken marschieren. Oft bilden mehrere Vereine einen gemeinsamen Block, zum Beispiel gemeinsam angereiste oder eingeladene Gastvereine. Ein Block von Schützen wird jeweils durch einen der etwa 100 teilnehmenden Musikzüge begleitet. Schützenverein und Musikzug finden in der Regel schon im Vorfeld zueinander. Vorherrschende Stilart ist der für Norddeutschland typische Spielmannszug, aber auch allgemeine Blaskapellen, Fanfarenkorps und moderne Marching Bands sind zahlreich vertreten. Spezielle Schalmeien-, Dudelsack-, Jagdhorn- und Sambagruppen nehmen ebenfalls teil.
Das Gesamtbild wird zunehmend auch durch Cheerleader und karnevalistische Funkenmariechen beeinflusst. Weitere Stammteilnehmer sind die Schreberjugend und die hannoverschen Kleingärtner mit ihrer Parade überdimensionaler Banner. Unter den sonstigen Fußgruppen befinden sich Trachtengruppen, südniedersächsische Bergmannsvereine, Volkstanzkreise, Jägerschaften und Fahnenschwinger und Folkloregruppen. Manche Umzugsteilnehmer treten in historische Militäruniformen (zum Beispiel vom Historischen Freischießen Wennigsen), in historisch höfischer Mode (zum Beispiel vom Hannöverschen Traditions-Corps) und in mittelalterliche Kleidung auf. Zudem gehen Dragqueens mit.
Über 50 Festwagen, Kutschen und sonstige Fahrzeuge lockern die Reihenfolge auf. 
Die Kraftfahrzeuge im Zug sind meist Oldtimer, darunter Nutzfahrzeuge, die zum Teil aus hannoverscher Herstellung stammen, wie die der Hanomag oder Fahrzeuge aus dem Volkswagenwerk Hannover. In den historischen Fahrzeugen präsentieren sich unter anderem die Gilde Brauerei, die Brauerei Herrenhäuser, die Biermarke Lindener Spezial und die Brauereigaststätte Brauhaus Ernst August. Hinzu kommen historische Löschfahrzeuge der Feuerwehr.
Ferner nehmen zahlreiche Traktoren am Schützenausmarsch teil, die die Wagen verschiedener Institutionen ziehen. Auch beteiligen sich Berufsverbände, Hilfsorganisationen, ortsansässige Unternehmen, lokale Einrichtungen, Sportvereine sowie die Evangelische Kirche. Von den Wagen aus werden Süßigkeiten und andere Kleinteile unter die Zuschauer geworfen.
Eine Besonderheit des Schützenausmarsches ist die Niedersachsenmeute, eine Gruppe von Jagdhunden und Pferden aus der Lüneburger Heide. Dabei führen für das Jagdreiten ausgebildete Reiter rund 20 Jagdhunde geschlossen über die Marschstrecke.

### Herkunft der Teilnehmergruppen
Am Schützenausmarsch beteiligen sich vor allem Schützen aus Hannover und Umgebung, von denen etwa 3700 Teilnehmer im Verband Hannoverscher Schützenvereine organisiert sind. Zu den renommierten Schützenvereinen zählen zum Beispiel die Uniformierte Schützengesellschaft 1837, der Verein für Freihandschießen 1862, der Hannoversche Jagdklub 1878, die Schützengesellschaft der Cellerstraßen-Distrikte 1897 und die Schützengesellschaft Lauenrode 09.
Ebenso nehmen Schützenvereine und Musikzüge aus Niedersachsen sowie aus dem Bundesgebiet und auch aus dem Ausland teil. Die Schützengilde Clenze (Wendland) bringt stets einen Pokal mit, der im Jahr 1851 von dem hannoverschen König Ernst August gestiftet worden ist.

## Zugaufstellung

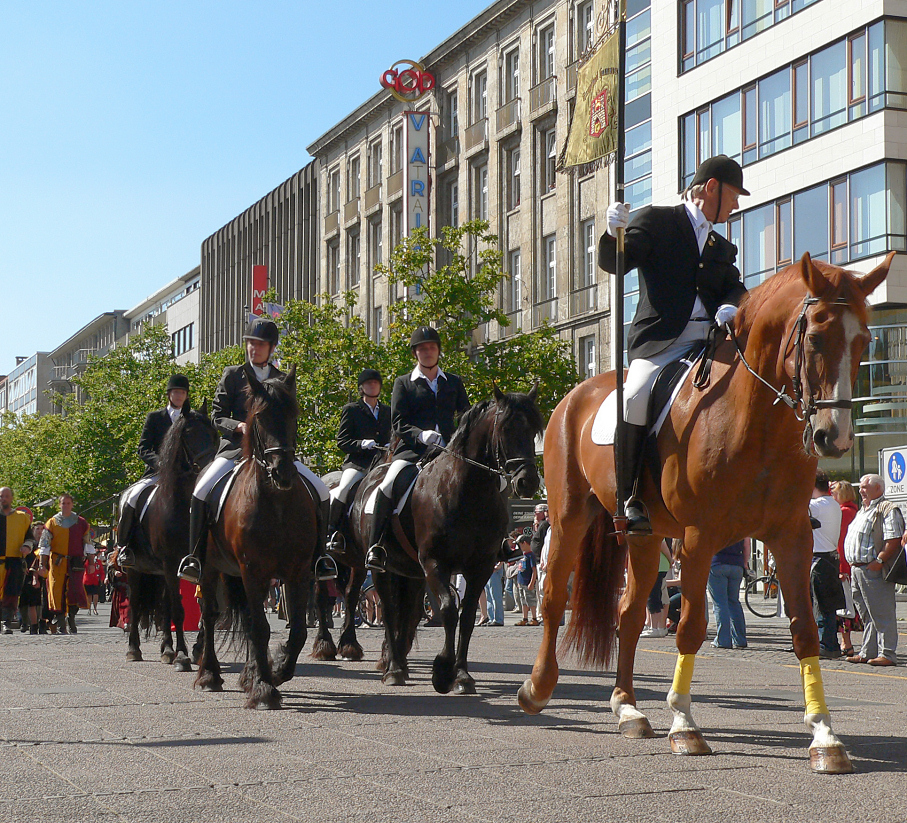
Reiterstaffel Gilde-Reiterei

Der Schützenausmarsch ist in fünf Abteilungen mit einem Vorzug und vier weiteren Zügen gegliedert. Zum Vorzug gehören der Schützenpräsident, der Oberbürgermeister, der Sportschützenpräsident sowie der Schützensenator und der niedersächsische Ministerpräsident hinter einer Kette von berittener Polizei der Reiterstaffel Hannover und der Reiterstaffel Gilde-Reiterei. Dahinter geht ein Darsteller im Kostüm des Schützenfest-Maskottchens Ballerkalle, dem das Heeresmusikkorps Hannover folgt. Im Anschluss daran werden die Standarten des Verbandes Hannoverscher Schützenvereine und des Niedersächsischen Sportschützenverbandes getragen. Es folgen die Ehrengäste aus Schützenwesen und Politik, wie der hannoversche Oberbürgermeister. Sie gehen zu Fuß oder werden in einer doppelstöckigen Kutsche gefahren. Zum Vorzug gehört auch das Collegium ehemaliger Bruchmeister, von dem Holzpapageien als historische Zielscheiben mitgeführt werden.
Jeder der vier Züge wird von einem der vier am Eröffnungsfreitag vereidigten Bruchmeistern angeführt. Der 1. Zug trägt vorweg eine weiße Standarte, der 2. Zug eine rote, der 3. Zug eine gelbe und der 4. Zug eine grüne Standarte. Die Züge erinnern an die vier, im Jahr 1303 erstmals erwähnten Stadtbezirke (Osterstraße, Marktstraße, Köbelinger Straße, Leinstraße). Die Farbgebung der Standarten basiert auf den historischen Stadtfarben von Hannover Rot-Gelb-Grün und ab dem Jahr 1613 zusätzlich Weiß.

## Erscheinungsbild des Schützenausmarsches

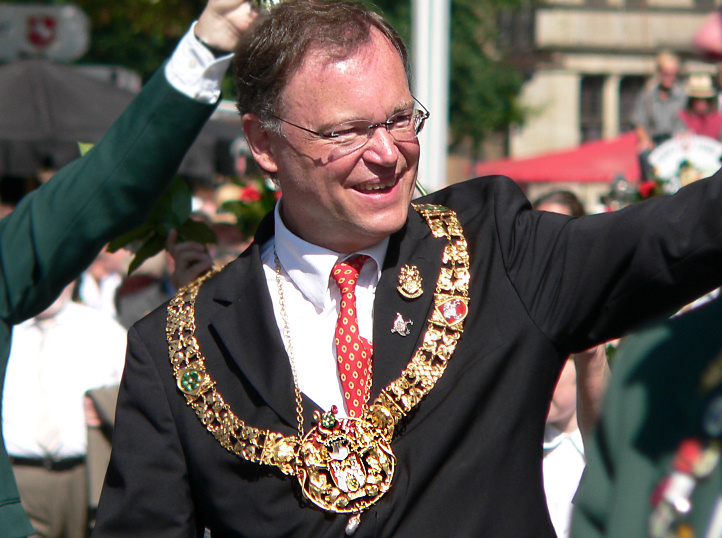
Der damalige Oberbürgermeister Stephan Weil beim Schützenausmarsch mit der Amtskette des Oberbürgermeisters von Hannover, 2009

Anders als beispielsweise beim Neusser Schützenumzug marschieren in Hannover männliche und weibliche Schützen. Sie tragen Jacken in grünen oder grauen Farbtönen zu schwarzen Hosen/Röcken. Der Damen-Schießclub Linden trägt abweichend curryfarbene Jacken.
Die Jacken vieler Schützen sind mit Orden und Plaketten umhängt, manche auch mit Schärpen. Federn, Gamsbärte oder Eichenlaub zieren die Hüte. Es werden Standarten der Schützenvereine sowie der Spielmannszüge und deren Lyra-Glockenspiele gezeigt. Häufig verwendete Symbole sind Kleeblätter (aus dem Wappen von Hannover), das Sachsenross und Zielscheiben.
Angehörige überreichen den Schützen während des Umzugs oft Blumensträuße. Die Schützen marschieren, im Gegensatz zu Schützenaufzügen in anderen Orten, nicht im Gleichschritt. Waffenattrappen werden kaum mitgeführt.
Akustisch wird die Veranstaltung von der gespielten Musik bestimmt, insbesondere vom Klang der Spielmannszüge, der sich aus Querpfeifen, Marschtrommeln und Lyra-Glockenspielen ergibt. Das Liedgut umfasst zum Beispiel (preußische) Märsche, Schlager und aktuelle Hits. Oft werden die Heimatlieder Ihr lustigen Hannoveraner, Auf der Lüneburger Heide und das Niedersachsenlied dargeboten.